# Konya (prowincja)
Konya (tur. Konya ili) – prowincja w Republice Tureckiej w centralnej Anatolii, ze stolicą w mieście Konya. Powierzchnia prowincji Konya wynosi 38.257 km², co czyni ją największą prowincją w Turcji. Konya graniczy od północy z prowincją Ankara, od zachodu z prowincjami: Isparta, Afyonkarahisar i Eskişehir, od południa z prowincjami Mersin, Karaman i Antalya, a od wschodu z Niğde i Aksaray.

## Gminy
W prowincji Konya jest 32 gmin, ich ośrodkami są miasta:
| - Ahırlı - Akören - Akşehir - Altınekin - Beyşehir - Bozkır - Çeltik - Cihanbeyli - Çumra - Derbent | - Derebucak - Doğanhisar - Emirgazi - Ereğli - Güneysınır - Hadim Halkapınar - Hüyük - Ilgın - Kadınhanı - Karapınar | - Karatay - Kulu - Meram - Sarayonü - Selçuklu - Seydişehir - Taşkent - Tuzlukçu - Yalıhüyük - Yeniceoba - Yunak |

## Populacja
Prowincję zamieszkuje około 2,2 mln ludzi (stan z roku 2015), w większości kurdyjskiego pochodzenia. Odsetek ludności żyjącej w miastach wynosi 58,7%, na wsi 41,3%. Gęstość zaludnienia prowincji wynosi 57 osób na km².

## Warunki naturalne
Prowincję Konya zajmuje Wyżyna Anatolijska o średniej wysokości 1016 m n.p.m. Najwyższym punktem jest szczyt Aydos (3240 m n.p.m.) w paśmie gór Taurus. Na północnym wschodzie prowincja przylega do słonego jeziora Tuz.

## Atrakcje turystyczne
Oprócz zabytkowego miasta Konya atrakcją turystyczną regionu są też pozostałości neolitycznej osady Catal Huyuk oraz ważne średniowieczne miasto Sultanhanı.